# 상근감사
상근감사란 한국 상법상의 개념으로 주주총회의 결의에 의하여 회사에 상근하면서 감사업무를 수행하는 감사를 말한다. 상법 제542조의10이 규정하고 있다.

## 같이 보기
- 감사